# UFC 179
UFC 179: Aldo vs. Mendes 2（ユーエフシー・ワンセブンティナイン：アルド・バーサス・メンデス・ツー）は、アメリカ合衆国の総合格闘技団体「UFC」の大会の一つ。2014年10月25日、ブラジル・リオデジャネイロ州リオデジャネイロのマラカナンジーニョ体育館で開催された。

## 大会概要
本大会ではジョゼ・アルドとチャド・メンデスによるUFC世界フェザー級タイトルマッチが組まれた。
スコット・ヨルゲンセン(128ポンドで3ポンドオーバー)、ファブリシオ・カモエス(158ポンドで3ポンドオーバー)、トニー・マーティン(157ポンドで2ポンドオーバー)の3選手が計量失敗となり、第1試合と第4試合はキャッチウェイトで行われることになった
。
RFA・TPFライト級統一王者クリストス・ギアゴスがUFCデビュー。

### カード変更
負傷などによるカードの変更は以下の通り。
- ジョシュ・ショックレイ → トニー・マーティン（第1試合）

- アラン・パトリック → カルロス・ディエゴ・フェレイラ（第7試合）

- ジェレミー・スティーブンス → ダレン・エルキンス（第8試合）

## 試合結果

### アーリープレリム
第1試合 71.7kg契約ワンマッチ 5分3R
○  トニー・マーティン vs.  ファブリシオ・カモエス ×
1R 4:16 キムラロック
※両者の体重超過によりライト級から変更。
第2試合 ライト級ワンマッチ 5分3R
○  ギルバート・バーンズ  vs.  クリストス・ギアゴス ×
1R 4:57 腕ひしぎ十字固め

### プレリミナリーカード
第3試合 フェザー級ワンマッチ 5分3R
○  アンドレ・フィリ vs.  フェリペ・アランテス ×
3R終了 判定3-0（29-28、29-28、29-28）
第4試合 58kg契約ワンマッチ 5分3R
○  ウィルソン・ヘイス vs.  スコット・ヨルゲンセン ×
1R 3:28 肩固め
※ヨルゲンセンの体重超過によりフライ級から変更。
第5試合 ライト級ワンマッチ 5分3R
○  ヤン・カブラル vs.  小谷直之 ×
2R 3:06 リアネイキドチョーク
第6試合 ウェルター級ワンマッチ 5分3R
○  ニール・マグニー vs.  ウィリアム・マカリオ ×
3R 2:40 TKO（マウントパンチ）

### メインカード
第7試合 ライト級ワンマッチ 5分3R
○  ベニール・ダリウシュ vs.  ディエゴ・フェレイラ ×
3R終了 判定3-0（30-27、30-27、30-27）
第8試合 フェザー級ワンマッチ 5分3R
○  ダレン・エルキンス vs.  ルーカス・マルチンス ×
3R終了 判定2-1（27-30、30-27、30-27）
第9試合 ライトヘビー級ワンマッチ 5分3R
○  ファビオ・マルドナド vs.  ハンス・ストリンガー ×
2R 4:06 TKO（パウンド）
第10試合 ライトヘビー級ワンマッチ 5分3R
○  フィル・デイヴィス vs.  グローバー・テイシェイラ ×
3R終了 判定3-0（30-27、30-27、30-27）
第11試合 UFC世界フェザー級タイトルマッチ 5分5R
○  ジョゼ・アルド vs.  チャド・メンデス ×
5R終了 判定3-0（49-46、49-46、49-46）
※アルドが7度目の防衛に成功。

### 各賞
ファイト・オブ・ザ・ナイト： ジョゼ・アルド vs. チャド・メンデス
パフォーマンス・オブ・ザ・ナイト： ファビオ・マルドナド、ギルバート・バーンズ
各選手にはボーナスとして5万ドルが支給された。